# Jean-Marie Chabert
Jean-Marie Chabert, né le 10 juillet 1874 à Saint-Étienne-des-Oullières, dans le Beaujolais, et mort le 25 mars 1933 (jour de l'Annonciation) à Lyon, est un ecclésiastique français de la Société des missions africaines qui fut supérieur général de sa congrégation de 1920 à 1933.

## Biographie
Jean-Marie Chabert est le fils unique d'une pieuse famille chrétienne. Il est élève à l'école cléricale de Claveisolles, puis au petit séminaire de Saint-Godard. Il entre en 1890 à l'école apostolique des Missions africaines de Richelieu (près de Clermont-Ferrand). L'année suivante il étudie au grand séminaire de Lyon et prononce son serment le 17 décembre 1892. Il est envoyé alors au grand séminaire de Choubrah en Égypte, jusqu'en 1895. Trop jeune pour être ordonné prêtre, il est nommé professeur à Zifteh. Le 30 mai 1897, il est enfin ordonné et revient en congé en France. 
Il est ensuite nommé en Égypte comme professeur d'histoire ecclésiastique et économe au grand séminaire. En 1902, le père Chabert devient supérieur de Zagazig, où il avait failli être tué par des musulmans fanatiques, qu'il avait pourtant secourus d'un incendie. Il réorganise l'école de garçons de Zagazig qu'il confie aux Frères des écoles chrétiennes. Il termine l'église restée inachevée et fait construire une nouvelle maison pour les religieuses. Il apprend l'italien pour se rapprocher de la colonie italienne nombreuse de Zagazig, mais surtout il se soucie des Coptes, dont la condition est précaire. Il fait construire un village pour eux. En 1907, il est nommé supérieur du collège Saint-Louis de Tantah dont Auguste Duret avait autrefois posé les bases vingt-cinq ans plus tôt, et qu'il agrandit.  
En 1914, il est obligé de rentrer en France à cause de la guerre et il est affecté à sa demande à un hôpital de contagieux. Il peut retourner en août 1916 en Égypte. Il est à la fois supérieur, préfet de discipline, professeur, surveillant, infirmier. En août 1919, il prend part à l'assemblée générale de la Société et celle-ci fait appel à lui pour réorganiser la Société après la page terrible de la guerre; il est élu Supérieur général, succédant à Mgr Duret.
Au lendemain de la Grande Guerre, il visite les maisons d'Europe, puis des États-Unis, s'intéressant particulièrement à l'évangélisation des Noirs de Géorgie, confiée à la Société depuis 1907. À l'automne 1921, il part pour l'Afrique occidentale et consacre une année à visiter les missions de la Côte de Guinée, jusqu'aux postes les plus reculés. Il organise la province d'Irlande, celle de Hollande en 1923, celles de Lyon et d'Alsace-Lorraine en 1927. Il fait reconstruire à Lyon au nouveau siège du 150 cours Gambetta, le Musée des Missions africaines. Il protège et dirige l'Institut des Petites Servantes du Sacré-Cœur (fondé à Menton par Alice et Marie-Thérèse Munet) voué à la formation de catéchistes pour les Noirs.  
Il se révèle un excellent administrateur, parfois autoritaire, de la Société et il est réélu en 1925 et en 1931, année de l'Exposition coloniale. 
En février 1933, pourtant très fatigué, il assiste en Hollande à la consécration de Mgr Paulissen, premier évêque de Komassi (en) au Ghana, puis fait plusieurs visites en France. Le 25 mars 1933, jour de l'Annonciation, il meurt d'une embolie cardiaque, à l'âge de 59 ans. Le Père Auguste Bruhat lui succède.
Le P. Chabert est inhumé au cimetière de son village natal.

## Publications
- Nos Missions noires en Géorgie (U.S.A.), Lyon, S.M.A., 1921, 46 pages.
- L'Islam chez les sauvages et les cannibales de la Nigeria du Nord, conférence à l'Institut catholique de Paris, le 8 novembre 1926, Imprimerie, Lyon, S.M.A., 1926, 48 pages.
- L'Esprit de la Société des missions africaines et des Petites Servantes du Sacré-Cœur est un esprit de charité et d'amour, Imprimerie S.M.A., 1926, 114 pages.

### Sélection d'articles dansLes Missions catholiques
- La S.M.A. en Géorgie, Miss. cath. 1922, p. 453, 464, 476.
- La Mission de Kano, Miss. cath. 1927, p. 163 sq.
- Les Dassas (Dahomey), Miss. cath. 1922, p. 333, 343.
- La future cathédrale d'Héliopolis (Égypte), Miss. cath., 1911, p. 241.
- L'éveil religieux en Afrique, Miss. cath., 1922, p. 305.
- Notre Jubilé, Miss. cath., 1928, p. 321.

### Sélection d'articles dansÉcho des Missions africaines
- Les Dassas (Dahomey), Echo, 1922, p. 129, 145, 170.
- L'esclavage en Afrique, Echo, 1923, p. 76, 94, 111.
- Fondation du collège de Whitson Court (Grande-Bretagne), Echo, 1923, p. 177.
- Zagazig. Notes sur les ruines de Memphis, Echo, 1904, p. 131, 188, 1909, p. 10, 50, 79, 118, 155.
- Arrivée de Mgr Cessou à Lomé. Echo, 1921, p. 314.
- Relations sur son voyage en Afrique. Echo, 1922, p. 44, 65, 94, 113, 1923, p. 11, 76.
- L'esclavage existe-t-il en Afrique. Echo, 1923, p. 76, 78.
- Les anges gardiens des missionnaires (les bienfaiteurs), Echo, 1923, p. 145. Après la fondation des Petites Servantes, il écrit plusieurs articles sur l'Institut et sa spiritualité.
- Mort d'Alice Munet, Echo, 1924, p. 178.
- Sauvons des âmes, Echo, 1925, p. 21.
- Une nouvelle milice africaine, Echo, 1925, p. 43.
- Sainte Thérèse de l'Enfant Jésus et les Petites Servantes, Echo, 1925, p. 68 et 137.
- Marie privilégiée et esprit des Petites Servantes, Echo, 1925, p. 92.
- Le Tabernacle et les Petites Servantes, Echo, 1925, p. 117.
- Mission privilégiée et esprit des Petites Servantes, Echo, 1925, p. 165.
- Alice Munet et Mgr de Marion-Brésillac, Echo, 1925, p. 194.
- Un rêve de l'amour infini, les Petites Servantes, Echo, 1926, p. 41.

### Documents
Les documents ci-dessous sont manuscrits ou seulement dactylographiés.
- La Question des coptes en Égypte. Cinq cahiers manuscrits, A.M.A. 2 C 25.
- Correspondance. A.M.A. 2 C 16, 17 et 11/2.01.
- Circulaires et directives. A.M.A. 11/2.01.
- Notes sur le Togo. A.M.A. 13/8.02.
- Contraste de misère et d'opulence en Afrique[5]. A.M.A. 2 C 25.
- Méthodes missionnaires pour gagner le cœur des Noirs. A.M.A. 2 C 25.
- Action missionnaire au Dahomey. A.M.A. 2 C 25.
- Missions africaines à la Côte-d'Or (Ghana). A.M.A. 2 C 25.
- Religions traditionnelles au Dahomey. A.M.A. 2 C 25.
- Les sacrifices humains. A.M.A. 2 C 25[6].